# Анита Вахтер
Анита Вахтер је бивша аустријска алпска скијашица. Освојила је велики кристални глобус и златну медаљу на Олимпијским играма. Током каријере забележила је 18 победа у Светском купу, у свим дисциплинама осим спуста.

## Биографија
Освојила је „Трофеј Тополино“ 1982. а наредне године је остварила прве победе у Европа купу. У марту 1985. постала је јуниорска првакиња света у велеслалому и слалому.
У Светском купу је дебитовала 17. марта 1985. у Вотервил Велију где је освојила и прве бодове. Прву победу је остварила у слалому, који је вожен 30. новембра 1987. у Курмајору. На Зимским олимпијским играма 1988. у Калгарију постала је олимпијска шампионка у комбинацији.
У сезони 1989/90. освојила је мали кристални глобус у велеслалому а у укупном поретку је била друга. Наредне године осваја бронзану медаљу на Светском првенству у Залбах-Хинтерглему.
На Олимпијским играма 1992. у Албервилу освојила је сребро у велеслалому и комбинацији.
Најуспешнија сезона у каријери Аните Вахтер била је 1992/93. Те сезоне била је најбоља у укупном поретку Светског купа а на Светском првенству 1993. у Мориоки освојила је сребро у велеслалому и бронзу у комбинацији. Сви успеси су јој обезбедили титулу спортисткиње године у Аустрији.
Наредне сезоне забележила је три победе а по други пут је освојила мали кристални глобус у велеслалому. На Олимпијским играма 1994. у Лилехамеру није имала успеха, била је четврта у велеслалому и девета у супервелеслалому. Своју другу сребрну медаљу на светским првенствима је освојила у комбинацији 1996. у Сијера Невади.
У јануару 1998. у Кортини д'Ампецо доживела је тешку повреду лигамената колена. Иако се чинило да ће морати да прекине каријеру, она се ипак вратила наредне сезоне и остварила четири победе у велеслалому. Поред тога освојила је и бронзану медаљу у велеслалому на Светском првенству у Вејлу.
Наредне сезоне забележила је само једну победу у велеслалому у Линцу. Каријеру је завршила после Светског првенства у Занкт Антону 2001.
Данас Анита Вахтер живи са бившим скијашем Рајнером Залцгебером са којим има две кћерке.

## Освојени кристални глобуси
| Сезона | Дисциплина |
| ------ | ---------- |
| 1990.  | Велеслалом |
| 1993.  | Укупно     |
| 1994.  | Велеслалом |

## Победе у Светском купу
18 победа (14 у велеслалому, 2 у супервелеслалому, 1 у слалому, 1 у комбинацији)

### Велеслалом
| Датум              | Место            |
| ------------------ | ---------------- |
| 3. децембар 1989.  | Вејл             |
| 10. фебруар 1991.  | Цвизел           |
| 5. децембар 1992.  | Стимбот Спрингс  |
| 31. октобар 1993.  | Зелден           |
| 26. новембар 1993. | Санта Катерина   |
| 16. јануар 1994.   | Кортина д'Ампецо |
| 23. јануар 1995.   | Кортина д'Ампецо |
| 18. фебруар 1995.  | Оре              |
| 31. јануар 1996.   | Кортина д'Ампецо |
| 27. децембар 1998. | Земеринг         |
| 2. јануар 1999.    | Марибор          |
| 24. фебруар 1999.  | Оре              |
| 13. март 1999.     | Сијера Невада    |
| 28. децембар 1999. | Лијенц           |

### Супервелеслалом
| Датум           | Место          |
| --------------- | -------------- |
| 9. август 1989. | Лас Лењас      |
| 7. јануар 1995. | Хаус им Енштал |

### Слалом
| Датум              | Место    |
| ------------------ | -------- |
| 30. новембар 1987. | Курмајор |

### Комбинација
| Датум              | Место                  |
| ------------------ | ---------------------- |
| 17. децембар 1995. | Занкт Антон ам Арлберг |